# Monte Agou
O Monte Agou é a montanha mais alta do Togo, com 986 m de altitude. Fica na região de Plateaux e faz parte das montanhas Togo.
Situa-se perto da fronteira Gana-Togo, a sudeste de Kpalimé na região de Plateaux. É um dos extremos ocidentais das montanhas Atakora, no Benim. O cume tem uma antena.